# MIHO NAKAYAMA CONCERT TOUR '91 MIHO THE FUTURE, MIHO THE NATURE
『MIHO NAKAYAMA CONCERT TOUR '91 MIHO THE FUTURE, MIHO THE NATURE』（ミホ・ナカヤマ コンサート・ツアー ナインティー・ワン ミホ・ザ・フューチャー ミホ・ザ・ネイチャー）は、中山美穂の4作目のライブビデオ。1991年7月21日にキングレコードからリリースされた（KIVM-22）。

## 解説
- 前作のライブビデオ『WHUU!! NATURAL Live at Budokan '89』から2年振りのリリースとなった。
- 同年3月20日から開催されたコンサートツアー「MIHO NAKAYAMA CONCERT TOUR '91 "MIHO the FUTURE, MIHO the NATURE"」（全国40公演）から、4月27日の千葉県文化会館におけるライブを収録している。バックダンサーには夏まゆみも参加していた。
- 当ツアーは春から夏にかけて行われていたため、ツアー開催中での発売であった。
- アルバム『Dé eaya』からの楽曲を中心としている。
- 実際のセットリストからは、半数以上がカットされている。
- 2003年に発売された『Miho Nakayama Complete DVD BOX』に収納されている。

## 収録曲
1. メロディー
2. MANA
3. Paradio
4. 人魚姫
5. BINGO
6. 野蛮な宝石
7. COCKATOO
8. これからのI Love You
9. 愛してるっていわない!
10. Special Ever Happened